# Астігаррага
Астігаррага (баск. Astigarraga, ісп. Astigarraga) — муніципалітет в Іспанії, у складі автономної спільноти Країна Басків, у провінції Гіпускоа. Населення — 4678 осіб (2009).
Муніципалітет розташований на відстані близько 350 км на північний схід від Мадрида, 5 км на південний схід від Сан-Себастьяна.

## Демографія
Динаміка населення (INE ):

## Галерея зображень

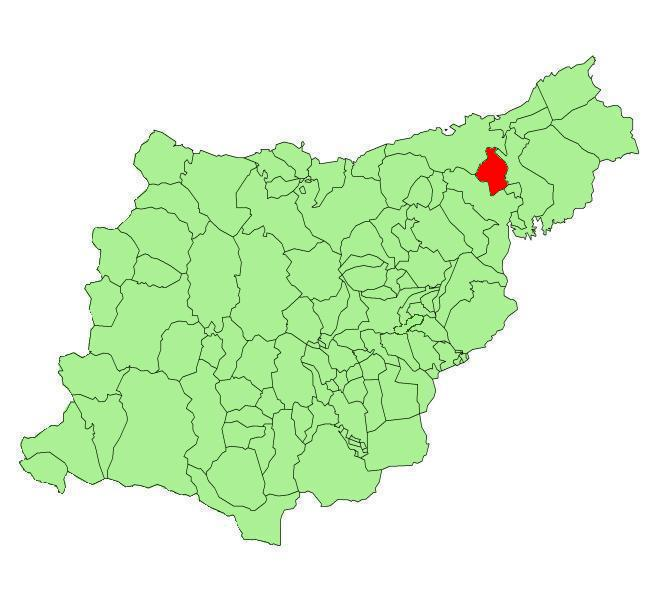
Розташування муніципалітету
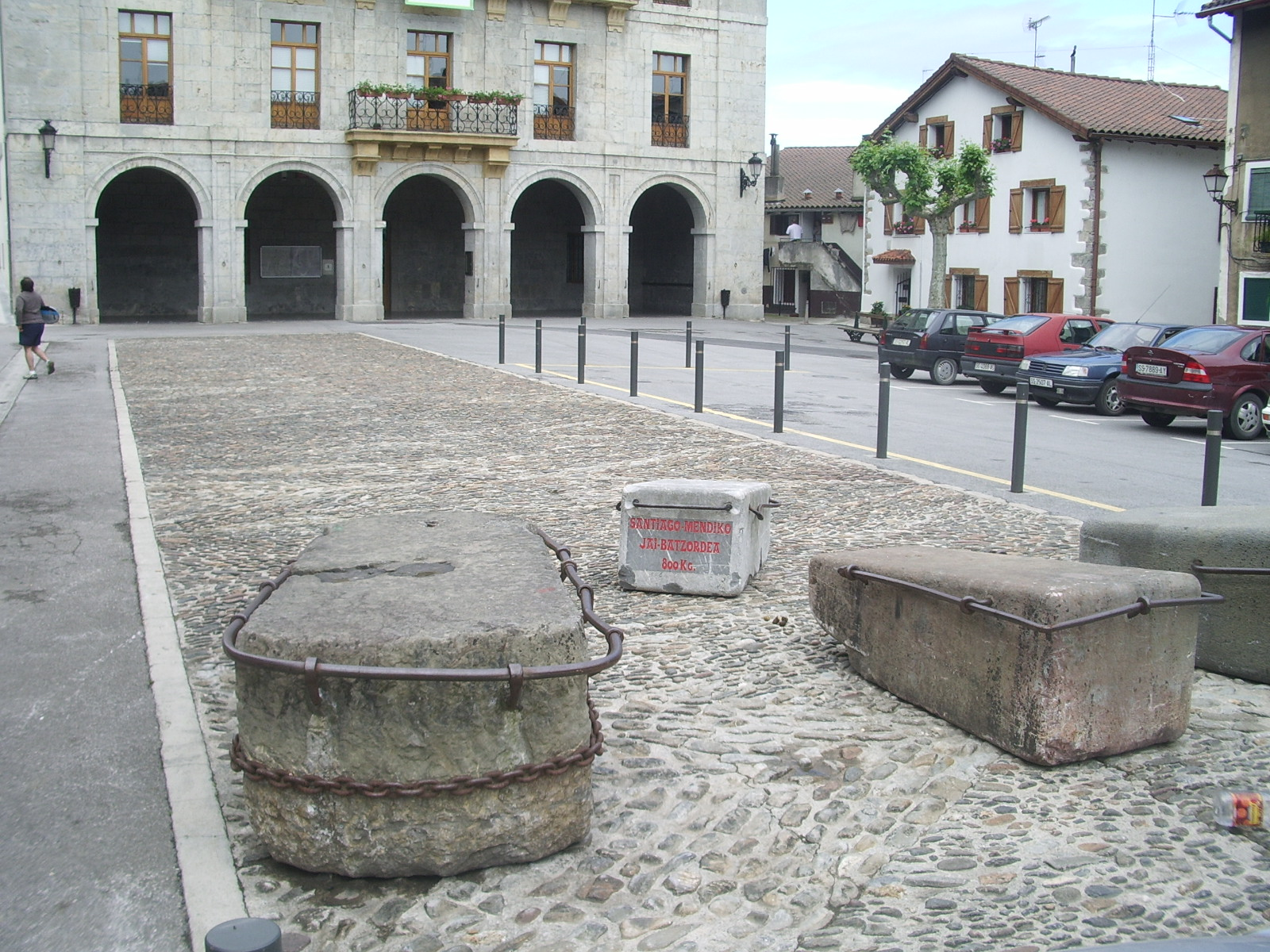
Пласа-де-Фуерос, Астігаррага